# Jane e Micci
Sasurai no Taiyō (さすらいの太陽?) è un manga scritto da Keisuke Fujikawa e disegnato da Mayumi Suzuki. È stato pubblicato da Shogakukan sulla rivista Shōjo Comic da agosto 1970 ad agosto 1971 e raccolto in quattro volumi tankōbon. Ne è stata tratta una serie televisiva anime in 26 episodi, prodotta dallo studio di animazione Mushi Production e trasmessa nel 1971 su Fuji Television. L'anime è stato distribuito per la prima volta in italiano su televisioni locali con il titolo Jane e Micci, mentre le riedizioni successive sono note come Sasurai e Che segreto!

## Trama
Nozomi Mine e Miki Koda (Jane/Nicoletta e Micci/Michela nelle due versioni italiane dell'anime) sono nate nello stesso ospedale, lo stesso giorno. Apparentemente non hanno proprio nulla in comune: la prima vive nei bassifondi della città, con i genitori malati e poverissimi ed è provata seriamente dalle avversità della vita; l'altra è invece una ricca ragazza viziata che vive una vita agiata e senza problemi. È però la passione comune per il canto che farà incontrare le due giovani, che inconsapevolmente nascondono un terribile segreto che riguarda la loro nascita e che forse un giorno cambierà per sempre la loro vita.
Dopo il loro primo incontro avvenuto al liceo, competeranno per diventare cantanti di successo.

## Personaggi e doppiatori
| Personaggio                       | Doppiatore originale | Doppiatore italiano (1ª ed.) | Doppiatore italiano (2ª ed.) |
| --------------------------------- | -------------------- | ---------------------------- | ---------------------------- |
| Jane/Nicoletta Mine (Nozomi Mine) | Junko Fujiyama       | Beatrice Margiotti           | Debora Magnaghi              |
| Micci/Michela Koda (Miki Koda)    | Michiko Hirai        | Gabriella Andreini           | Nadia Biondini               |
| Fanny                             | Makio Inoue          |                              | Gianfranco Gamba             |
| Tony                              |                      |                              | Tony Fuochi                  |
| Giancarlo                         |                      |                              | Flavio Arras                 |
| Kuma                              | Kōsei Tomita         |                              | Ivo De Palma                 |
| Padre di Jane/Nicoletta           | Kinpei Azusa         | Bruno Cattaneo               | Antonio Paiola               |
| Padre di Micci/Michela            |                      | Bruno Cattaneo               | Guido Rutta                  |

## Manga
Il manga di Sasurai no Taiyō è stato scritto da Keisuke Fujikawa e disegnato da Mayumi Suzuki. È stato pubblicato da Shogakukan sulla rivista Shōjo Comic da agosto 1970 ad agosto 1971 e raccolto in quattro volumi tankōbon.

## Anime

Logo della serie anime

Dal manga è stata tratta una serie televisiva anime in 26 episodi, prodotta dallo studio di animazione Mushi Production e trasmessa dall'8 aprile al 30 settembre 1971 su Fuji Television.
In Italia la serie ha avuto due edizioni. La prima con il titolo Jane e Micci è stata trasmessa da alcune TV locali a partire dal 1983. È stata curata dalla Playworld Film e il doppiaggio è stato eseguito presso la Cooperativa Rinascita Cinematografica sotto la direzione di Giovanni Brusatori. La seconda edizione, realizzata a inizio anni novanta per un'ipotetica trasmissione sulle reti Mediaset intitolata Michela e Nicoletta: due rivali e una canzone, venne trasmessa da alcune emittenti locali con il titolo Sasurai ed è stata in seguito replicata nel maggio 2004 con il nuovo titolo Che segreto! da Italia Teen Television. Il doppiaggio è stato eseguito presso lo studio Merak Film di Milano. Nella prima edizione italiana le protagoniste (in originale Nozomi e Miki) si chiamano rispettivamente Jane e Micci, mentre nella seconda si chiamano Nicoletta Mine e Michela Koda.

### Episodi
| Nº | Titolo italiano Giapponese 「Kanji」 - Rōmaji                         | In onda           | In onda |
| Nº | Titolo italiano Giapponese 「Kanji」 - Rōmaji                         | Giapponese        |         |
| 1  | Scambio di destini 「すりかえられた運命」 - Surikaerareta unmei       | 8 aprile 1971     |         |
| 2  | Festa di compleanno 「二つの誕生パーティー」 - Futatsu no tanjō patei | 15 aprile 1971    |         |
| 3  | Il concorso 「盗まれたメロディー」 - Nusuma reta merodei              | 22 aprile 1971    |         |
| 4  | La scoperta 「私には歌がある」 - Watashi niha uta gaaru               | 29 aprile 1971    |         |
| 5  | Voglio il successo 「初めてのアンコール」 - Hajimete no ankoru        | 6 maggio 1971     |         |
| 6  | La condizione sociale 「訪れたチャンス」 - Otozure ta chansu          | 13 maggio 1971    |         |
| 7  | Come un canarino 「歌を忘れたカナリア」 - Utawo wasure ta kanaria     | 20 maggio 1971    |         |
| 8  | Un incontro di boxe 「二人のちかい」 - Futari nochikai                | 27 maggio 1971    |         |
| 9  | Addio Fanny 「さよならファニー」 - Sayonara fani                      | 3 giugno 1971     |         |
| 10 | Domani si parte 「あすへの旅立ち」 - Asuheno tabidachi                | 10 giugno 1971    |         |
| 11 | Suona la tromba 「ひびけ！トランペット」 - Hibike! toranpetto         | 17 giugno 1971    |         |
| 12 | Ritorno a casa 「泣くな花笠」 - Naku na hana kasa                     | 24 giugno 1971    |         |
| 13 | Sole vagabondo 「ふまれた野の草」 - Fumareta no no kusa               | 1º luglio 1971    |         |
| 14 | Un vestito di lacrime 「涙のワンピース」 - Namida no wanpisu          | 8 luglio 1971     |         |
| 15 | Il concorso di canto 「めざせチャンピオン」 - Mezase chanpion         | 15 luglio 1971    |         |
| 16 | Cantando al tramonto 「夕陽にうたえ」 - Yūhi niutae                   | 22 luglio 1971    |         |
| 17 | Allenamento speciale 「海女の特訓」 - Ama no tokkun                   | 29 luglio 1971    |         |
| 18 | La canzone del porto 「港にこだまする歌」 - Minato nikodamasuru uta   | 5 agosto 1971     |         |
| 19 | Il lungo cammino 「遠い歌手への道」 - Tooi kashu heno michi           | 12 agosto 1971    |         |
| 20 | Il segreto 「帰ってきたファニー」 - Kaette kita fani                  | 19 agosto 1971    |         |
| 21 | Cantando al mare 「海に歌えば」 - Umi ni utae ba                      | 26 agosto 1971    |         |
| 22 | Al festival 「のぞみのデビュー」 - Nozomi no debyu                    | 2 settembre 1971  |         |
| 23 | La cantante fantasma 「まぼろしの歌」 - Maboroshi no uta              | 9 settembre 1971  |         |
| 24 | Un segreto rivelato 「知らされた秘密」 - Shira sareta himitsu         | 16 settembre 1971 |         |
| 25 | Papà addio 「父との別れ」 - Chichi tono wakare                        | 23 settembre 1971 |         |
| 26 | Buona fortuna 「心の友心の唄」 - Kokoro no tomo kokoro no uta         | 30 settembre 1971 |         |

### Sigle e canzoni
L'edizione giapponese utilizza come sigla iniziale Sasurai no Taiyō, con musica di Taku Izumi, testo di Michio Yamagami e interpretata da Three Graces e Vocal Shop, e come sigla finale Kokoro no uta, con musica di Taku Izumi, testo di Takashi Sanjō e interpretata da Mitsuko Horie e Kokoro no uta (seconda versione), interpretata da Junko Fujiyama.
La prima edizione italiana presenta in apertura la sigla Jane e Micci, con testo di Ugo Caldari, musica di Nico Fidenco (Domenico Colarossi) e interpretata da Nico Fidenco. Nella seconda edizione italiana sono state utilizzate le sigle originali giapponesi. Le canzoni all'interno degli episodi nella prima edizione sono state lasciate in originale e nella seconda sono state ricantate in italiano da Paola Tovaglia sulle musiche originali giapponesi.